# Weverton Rangel Ribeiro
Weverton Rangel Ribeiro (* 26. Januar 2002 in Angra dos Reis), auch bekannt als Neném, ist ein brasilianischer Fußballspieler.

## Karriere
Neném erlernte das Fußballspielen in den brasilianischen Jugendmannschaften vom AA Portuguesa (RJ) und União Suzano AC. Seinen ersten Vertrag unterschrieb er am 1. Januar 2023 beim Batatais FC in Batatais. Am 1. Juli 2023 zog es ihn nach Hongkong. Hier unterschrieb er einen Vertrag beim Erstligisten North District FC. Sein Erstligadebüt gab er am 19. August 2023 (1. Spieltag) im Auswärtsspiel gegen den Resources Capital FC. Bei dem 1:1-Unentschieden stand er in der Startelf und spielte die kompletten 90 Minuten.